# Extra Ordinary – Geisterjagd für Anfänger
Extra Ordinary – Geisterjagd für Anfänger (Originaltitel Extra Ordinary) ist eine Horror-Komödie von Mike Ahern und Enda Loughman, die am 10. März 2019 im Rahmen des South by Southwest Film Festivals ihre Premiere feierte.

## Handlung
Rose Dooley, die als Fahrlehrerin im ländlichen Irland arbeitet, verfügt über übernatürliche Fähigkeiten. Als Christian Winter, ein Rockstar, der bislang nur einen Hit vorweisen kann, einen Pakt mit dem Teufel schließt, um wieder zu Ruhm zu gelangen und einen Teenager im Ort mit einem Zauber belegt, bittet Martin Martin, deren verängstigter Vater, Rose seine Tochter zu retten. Nicht nur seine Tochter Sarah scheint von einem Dämon besessen zu sein, auch er wird vom streitsüchtigen Geist seiner verstorbenen Frau heimgesucht.
Rose muss, um ihm zu helfen, ihre Angst vor ihrer übernatürlichen Gabe überwinden, die sie von ihrem Vater Vincent Dooley geerbt hat, der 20 Jahre zuvor starb. Dieser war ein passionierter Geisterforscher und hielt seine Erkenntnisse über paranormalen Spuk auch auf Video fest. Rose und Martin schauen sich die Lehrvideos von Vincent an und nehmen den Kampf gegen die finsteren Mächte auf. Für ihren Kampf gegen die Dämonen benötigen sie vor allem sehr viel Ektoplasma, das Martin, jedes Mal nachdem der Geist eines Toten in ihn geschlüpft und wieder entwichen ist, erbrechen muss.

## Produktion
Regie führten Mike Ahern und Enda Loughman, die auch das Drehbuch schrieben.
Maeve Higgins spielt im Film die Fahrlehrerin und Dämonenjägerin Rose Dooley, Barry Ward ihren neuen Fahrschüler Martin Martin, Emma Coleman dessen Tochter Sarah. Will Forte übernahm die Rolle des Rockstars Christian Winter, Claudia O’Doherty spielt seine Frau Claudia. Terri Chandler spielt Roses hochschwangere Schwester Sailor Dooley, Risteard Cooper spielt Vincent Dooley. In weiteren Rollen sind Jamie Beamish, Carrie Crowley und Mary McEvoy zu sehen.
Der Film feierte am 10. März 2019 im Rahmen des South by Southwest Film Festivals seine Premiere. Im Juli 2019 wurde er beim Neuchâtel International Fantastic Film Festival und beim Galway Film Fleadh vorgestellt. Im September 2019 wird er beim Fantasy Filmfest gezeigt.

## Rezeption

### Kritiken

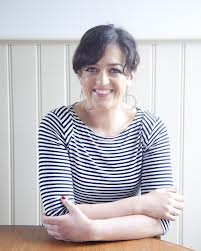
Comedienne Maeve Higgins spielt im Film die Fahrlehrerin und Dämonenjägerin Rose Dooley

Der Film stieß bislang auf die Zustimmung von 98 Prozent aller Kritiker bei Rotten Tomatoes und erreichte hierbei eine durchschnittliche Bewertung von 7,5 der möglichen 10 Punkte.
Der Konsens der Kritiker wurde wiedergegeben mit: „Ein Horror/Rom-Com-Hybrid, der es irgendwie schafft, seine Zutaten zu mischen, ohne ihren Geschmack zu verlieren, Extra Ordinary wird seinem Titel mehr als gerecht.“ (A horror/rom-com hybrid that somehow manages to blend its ingredients without losing their flavor, Extra Ordinary more than lives up to its title.)
Dennis Harvey von Variety schreibt, Mike Ahern und Enda Loughman hätten mit Extra Ordinary eine leicht zugängliche Komödie entwickelt, die eine Reihe von digitalen Effekten enthält, die für einen Fantasyfilm angemessen sind und sich nicht dem üblichen CGI-Overkill unterwerfen würden. Harvey hebt insbesondere die Arbeit von Kameramann James Mather und das Szenenbild von Joe Fallover hervor. Die Comedienne Maeve Higgins verleihe der Heldin Rose Dooley eine unverwechselbare, offenherzige Persönlichkeit.
Lutz Granert von Filmstarts erklärt, Ahern und Loughman machten in Extra Ordinary keinen Hehl aus ihren großen Vorbildern: „Neben den Plot-Parallelen zu Ghostbusters diente vor allem Der Exorzist als Inspirationsquelle. William Friedkins Horror-Klassiker wird von ihnen sogar szenisch zitiert, als Rose nachts unter einer Laterne steht, bevor sie ins erleuchtete Zimmer von Sarah hinaufgeht, wo der Teenager gerade über dem Bett schwebt.“ Skurriler Humor, abgefahrene Situationskomik, inklusive der wohl langsamsten Verfolgungsjagd der Filmgeschichte, und alberner, plumper Klamauk gingen bei Extra Ordinary fließend ineinander über, so Granert und resümiert, auch wenn der Film etwas bemüht auf die Retrowelle aufzuspringen versucht und einige Gags danebengehen, biete die Horror-Komödie mit ihrem originellen Setting in der irischen Provinz trotzdem noch mehr als genug und vor allem sympathisch-schrullige Lacher.

### Auszeichnungen
Fantasy Filmfest 2019
- Nominierung für den Fresh Blood Award (Mike Ahern und Enda Loughman)[7]

Galway Film Fleadh 2019
- Auszeichnung als Bester irischer Film[8]

Grimmfest 2019
- Auszeichnung mit dem Publikumspreis
- Auszeichnung als Beste Schauspielerin (Maeve Higgins)
- lobende Erwähnung in der Kategorie Bester Film[9]

Irish Academy Awards 2020
- Nominierung als Bester Film 2020
- Nominierung für die Beste Regie (Mike Ahern und Enda Loughman)
- Nominierung als Bester Hauptdarsteller (Barry Ward)[10]

Irish Film Festival London 2019
- Auszeichnung mit dem Suil Eile Award[11]

Neuchâtel International Fantastic Film Festival 2019
- Auszeichnung als Bester Film mit dem Prix H. R. Giger «Narcisse» (Mike Ahern und Enda Loughman)
- Auszeichnung mit dem Prix RTS du public (Mike Ahern und Enda Lougham)[12]

Philadelphia Film Festival 2019
- Nominierung für den Archie Award (Mike Ahern und Enda Loughman)[13]

South by Southwest Film Festival 2019
- Nominierung für den SXSW Grand Jury Award – Narrative Feature (Mike Ahern und Enda Loughman)

## Synchronisation
Die deutsche Synchronisation entstand nach einem Dialogdrehbuch von Irene Lindner und der Dialogregie von Reinhold Kospach.
| Darsteller        | Synchronsprecher    | Rolle            |
| ----------------- | ------------------- | ---------------- |
| Jamie Beamish     | Stefan Bräuler      | Brian Welsh      |
| Will Forte        | Armin Schlagwein    | Christian Winter |
| Claudia O’Doherty | Dana Friedrich      | Claudia Winter   |
| Mary McEvoy       | Nurcan Özdemir      | Janet            |
| Carrie Crowley    | Nurcan Özdemir      | Marion Mularkey  |
| Barry Ward        | Sven Gerhardt       | Martin Martin    |
| Maeve Higgins     | Marion Musiol       | Rose Dooley      |
| Terri Chandler    | Friederike Walke    | Dooley           |
| Emma Coleman      | Sophie Lechtenbrink | Sarah Martin     |
| Risteard Cooper   | Erich Räuker        | Vincent Dooley   |